# Полосатая горлица
Полоса́тая го́рлица, или зе́бровая полоса́тая го́рлица (лат. Geopelia striata) — птица семейства голубиных.

## Описание
Спина и крылья горлицы коричневатые, низ светлый, «лицо», горло и верх шеи серые. По всему телу, кроме головы, развиты темные поперечные пестрины. Населяет открытые пространства с редкими растениями, культивированные ландшафты и пригородные сады. Часто гнездится в прибрежной растительности. Гнездо располагает на деревьях на небольшой высоте.

## Ареал
Распространена в Южной и Юго-Восточной Азии и на севере Австралии. В XIX веке была интродуцирована на Мадагаскар, Гавайские острова, остров Святой Елены, Реюньон, Маврикий, Сейшелы и в другие места, где прекрасно размножается.